# Ставище (річка)
Ставище — річка  в Україні, у  Коломийському районі Івано-Франківської області, права притока  Грушки (басейн Дунаю).

## Опис
Довжина річки приблизно 7 км. Формується з багатьох безіменних струмків.

## Розташування
Бере  початок у селі Фатовець. Тече переважно на південний схід і у Джурківі впадає у річку Грушку, праву притоку Чорняви.